# Carolina (Tommasi)
Pour les articles homonymes, voir Carolina.
Carolina est une œuvre de l'artiste Marcello Tommasi. Il s'agit d'une sculpture en bronze, conçue en 1968. Elle est installée dans le square Gabriel-Pierné à Paris.

## Description
La sculpture représente une enfant nue à échelle grandeur. Elle est très hanchée, les mains sur les hanches (en). Ses cheveux, séparés par une raie, sont ramenés en queue-de-cheval sur le sommet du crâne.
La statue est en bronze, elle est placée sur un piédestal cubique en béton qui indique :

« CAROLINA
Marcello Tommasi
1968 »

## Histoire
La statue est inaugurée le 15 décembre 1972 ; à cette occasion, Tommasi reçoit à l'hôtel de ville de Paris la médaille d'argent de la Ville de Paris.

## Localisation
La sculpture est installée  dans le square Gabriel-Pierné, au croisement des rues de Seine et Mazarine, à l'arrière de la chapelle du Collège des Quatre-Nations.
Ce site est desservi par les stations de métro Pont-Neuf,  Saint-Germain-des-Prés et Mabillon.